# Çatalhüyük

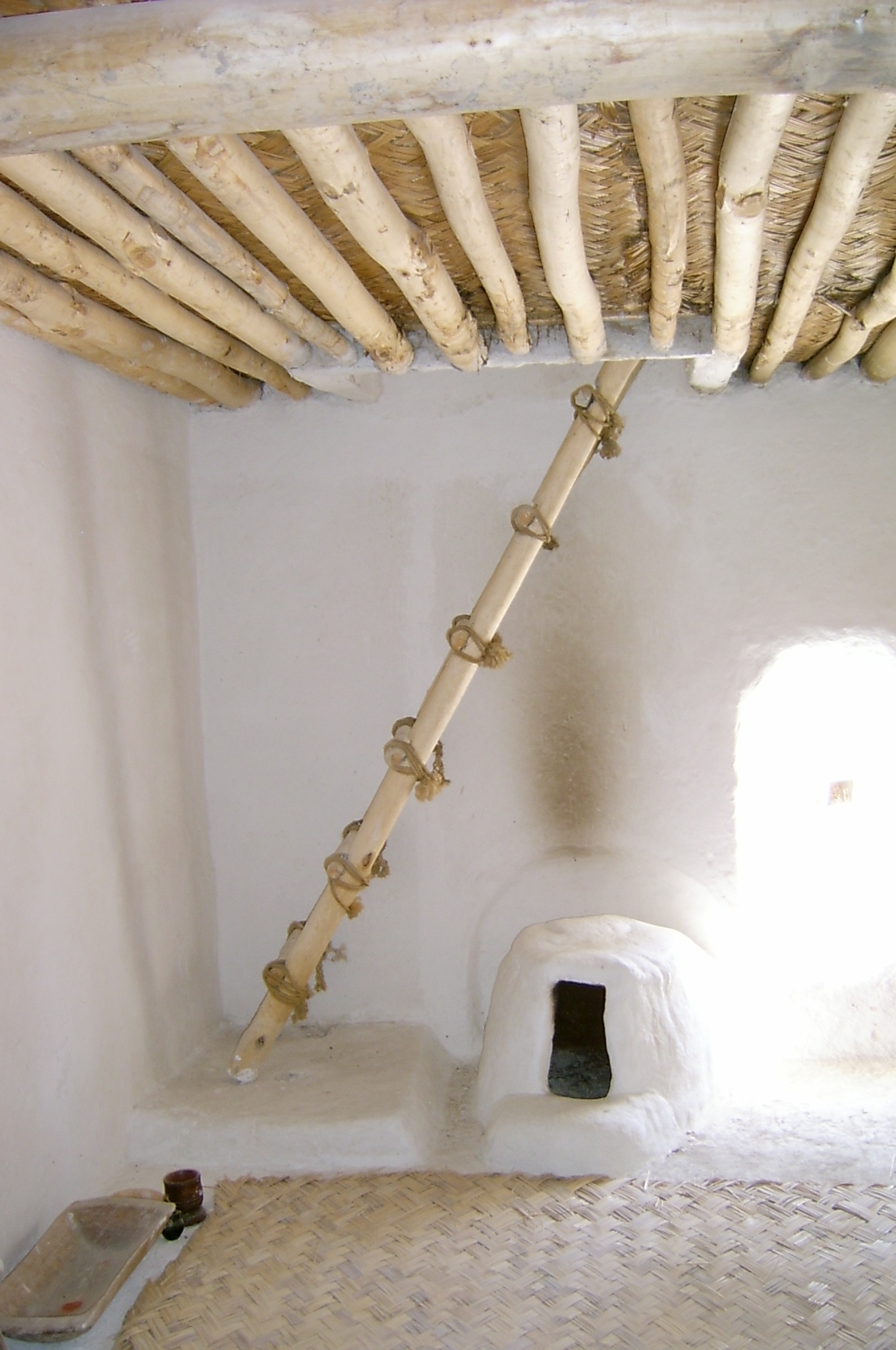
Reconstituição do interior de uma típica casa de Çatalhüyük.

Çatalhüyük (pronuncia-se ʧɑtɑl højyk), Çatal Hüyük, Çatalhöyük, ou Çatalhoyük, é um tel (um acréscimo montanhoso resultante de assentamento humano de longo prazo) de um grande assentamento proto-urbano neolítico e calcolítico no sul da Anatólia, que existiu de aproximadamente 7500 a.C. a 5600 a.C. e floresceu por volta de 7000 a.C.. Em julho de 2012, foi inscrito como Património Mundial da UNESCO.
Çatalhöyük tem vista para a Planície de Konya, a sudeste da actual cidade de Konya (antiga Icónio) na Turquia, a aproximadamente 140 km (87 mi) do vulcão de duplo cone do Monte Hasan. O povoado oriental forma um monte que se terá erguido a cerca de 20 m (66 pé) acima da planície na altura da última ocupação neolítica. Existe também um monte mais pequeno a oeste e um povoado Bizantino a algumas centenas de metros a leste. Os povoados pré-históricos em montes foram abandonados antes da Idade do Bronze. Um canal do rio Çarşamba corria entre os dois montes, e o povoado foi construído sobre argila aluvial, que pode ter favorecido a agricultura primitiva. Atualmente, o rio mais próximo é o Eufrates. Mostra um estágio cultural refinado, com casas de tijolos crus nas quais se entrava pelo teto, possivelmente por uma escada de madeira. O trânsito entre as casas se fazia por cima destas, já que não havia ruas entre elas.
As casas tinham plataformas para dormir, sentar ou trabalhar, e um fogão. As áreas eram divididas em plataformas, separando as partes limpas (que parecem ter sido usadas para dormir, sentar, armazenar e preparar alimentos) das partes sujas.
Os mortos eram enterrados dentro da própria casa em posição fetal, sob plataformas que talvez fossem usadas como cama.
Além da cerâmica, há várias camadas de murais superpostas dentro das casas, alguns deles figurativos e outros em forma de padrões repetidos. Há muitas esculturas, em osso ou modeladas, algumas representando uma figura feminina cujo significado é discutido pelos arqueólogos: seria talvez uma deusa, ou uma imagem para propiciar a fecundidade.

## Religião
Um aspecto muito marcante de Çatalhöyük são as estatuetas femininas. O arqueólogo Mellaart, que primeiro iniciou as escavações, argumenta que estas estatuetas confeccionadas de maneira cuidadosa, cravadas do mármore, rocha azul e marrom, xisto, calcita, basalto, alabastro e argila representam a idealização de uma divindade feminina ou a Deusa mãe. Embora houvesse divindade masculina, estatuetas femininas são em número muitas vezes maior do que as masculinas, as quais sequer parecem ter alguma importância. As imagens de touro representavam o masculino em reverência Deusa-Mãe, pois que os seus chifres eram relacionados a Lua que é subordinada ao Sol, símbolo da Grande Deusa. Estas estatuetas achadas nas áreas de Mellaart parecem ser santuários. Um destes, que ficou conhecido como Cibele da Anatólia, uma suntuosa deusa sentada num trono e ladeada por duas leoas, foi encontrada num compartimento de estocagem de grãos, o qual para Mellaart sugere uma maneira de proteger a colheita ou o suprimento de alimentos. O local foi escavado pela primeira vez por James Mellaart em 1958. Mais tarde, James liderou uma equipe que escavou novamente o local por quatro temporadas entre 1961 e 1965. Essas escavações revelaram esta seção da Anatólia como um centro de uma cultura avançada no período Neolítico. A escavação revelou 18 camadas sucessivas de edifícios que significam vários estágios do assentamento e eras da história. A camada inferior de edifícios pode ser datada de 7100 a.C., enquanto a camada superior do West Mound é posterior e data de 5600 a.C.

Achados arqueológicos
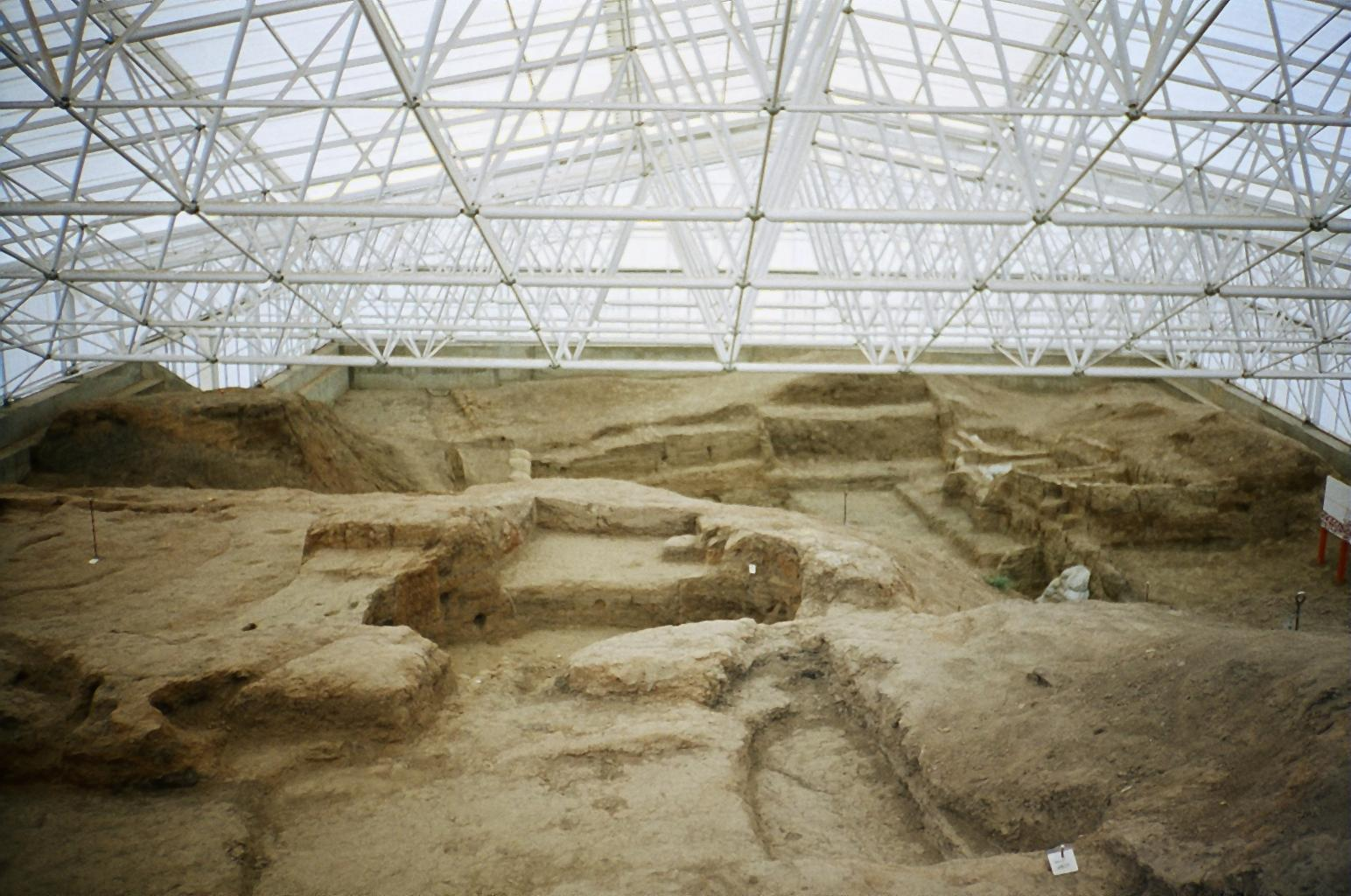
Escavações ao sul de Çatalhüyük
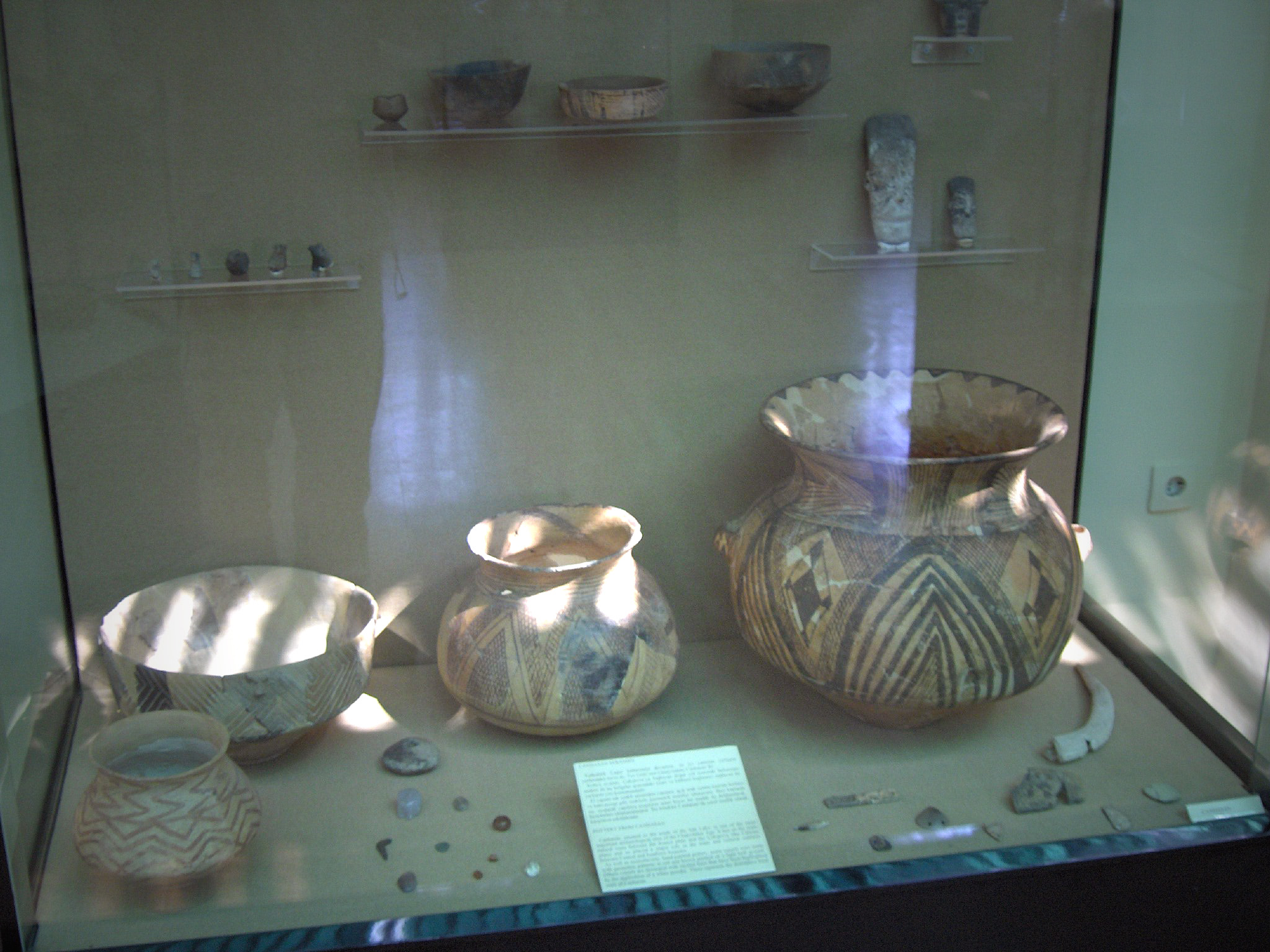
Cerâmica
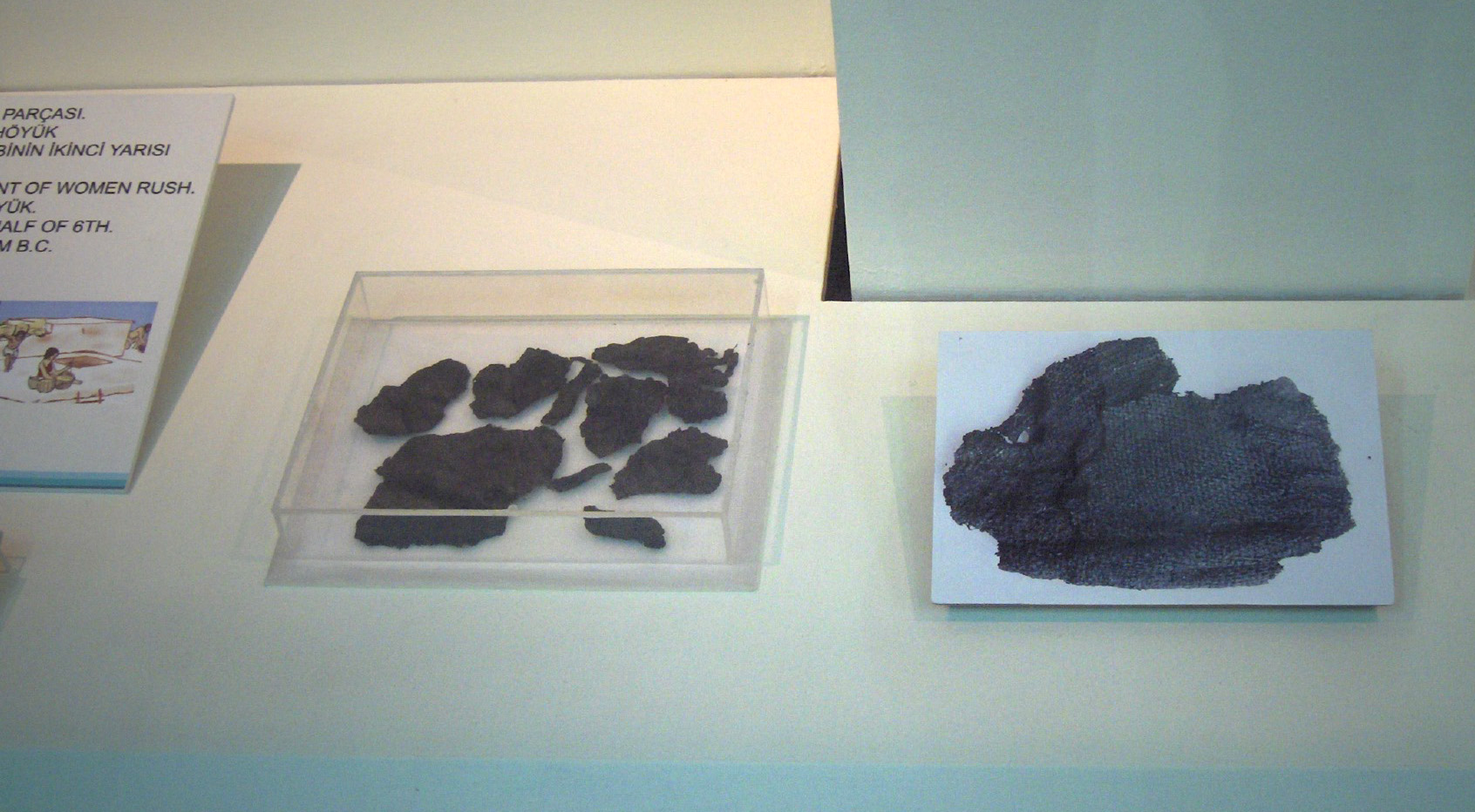
Os mais antigos fragmentos de tecidos
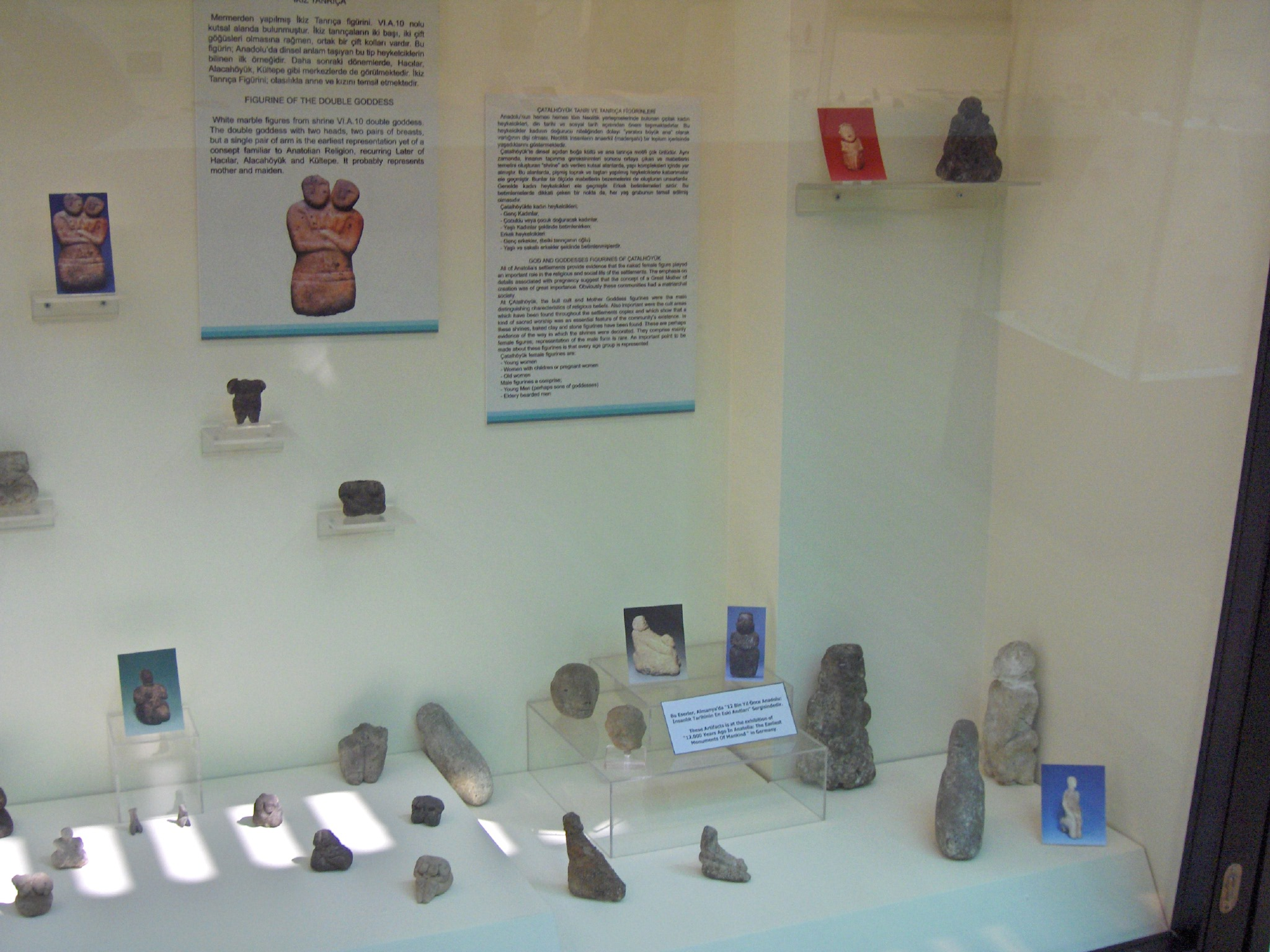
Variedade de imagens de deidades
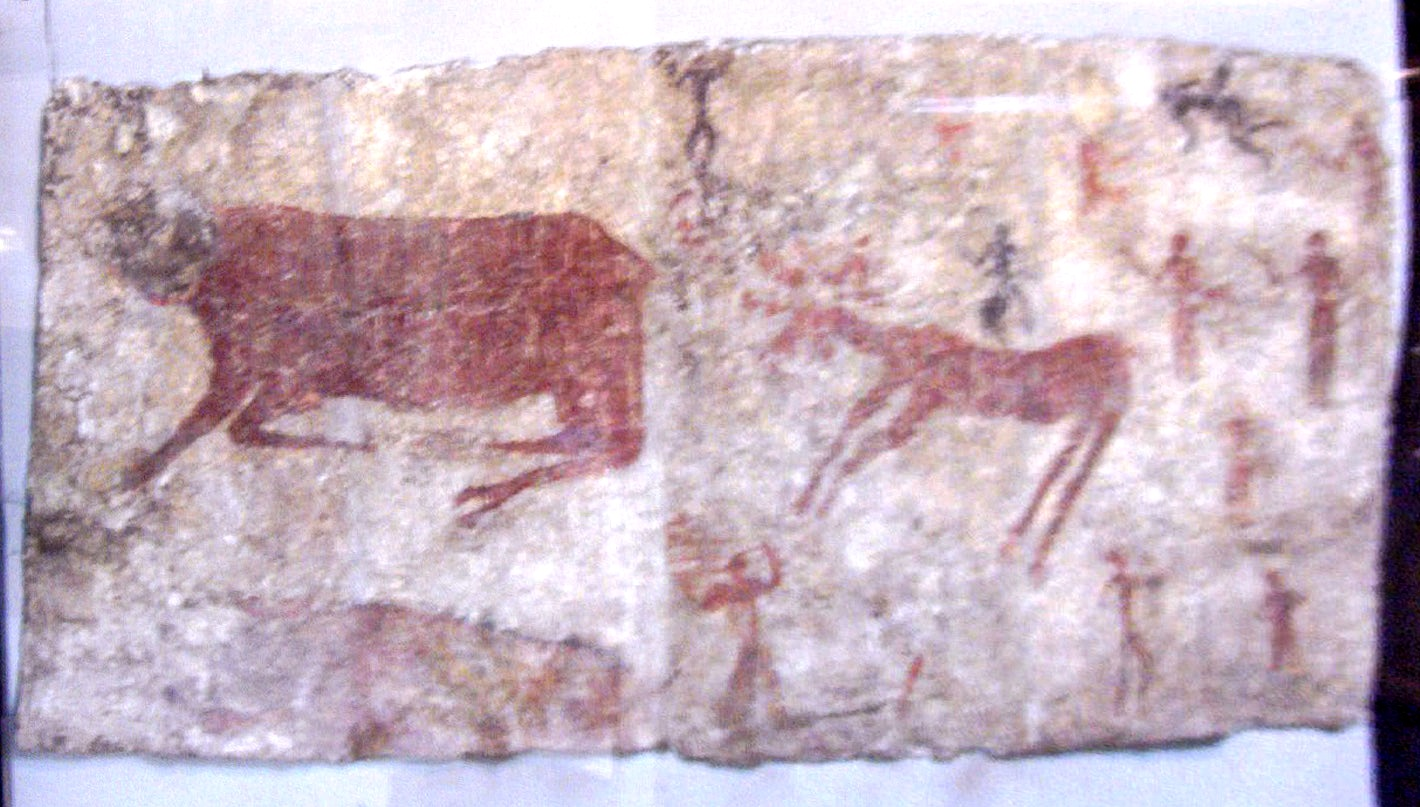
Um auroque, um veado, e humanos
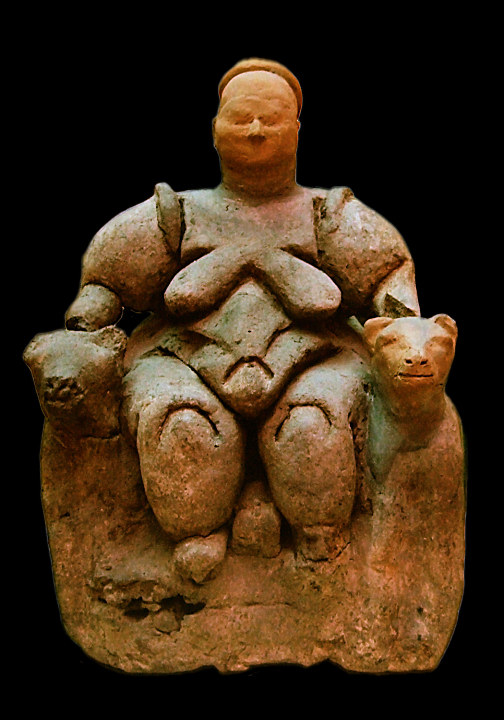
Deidade sentada num trono ladeada por duas leoas, a Cibele da Anatólia.
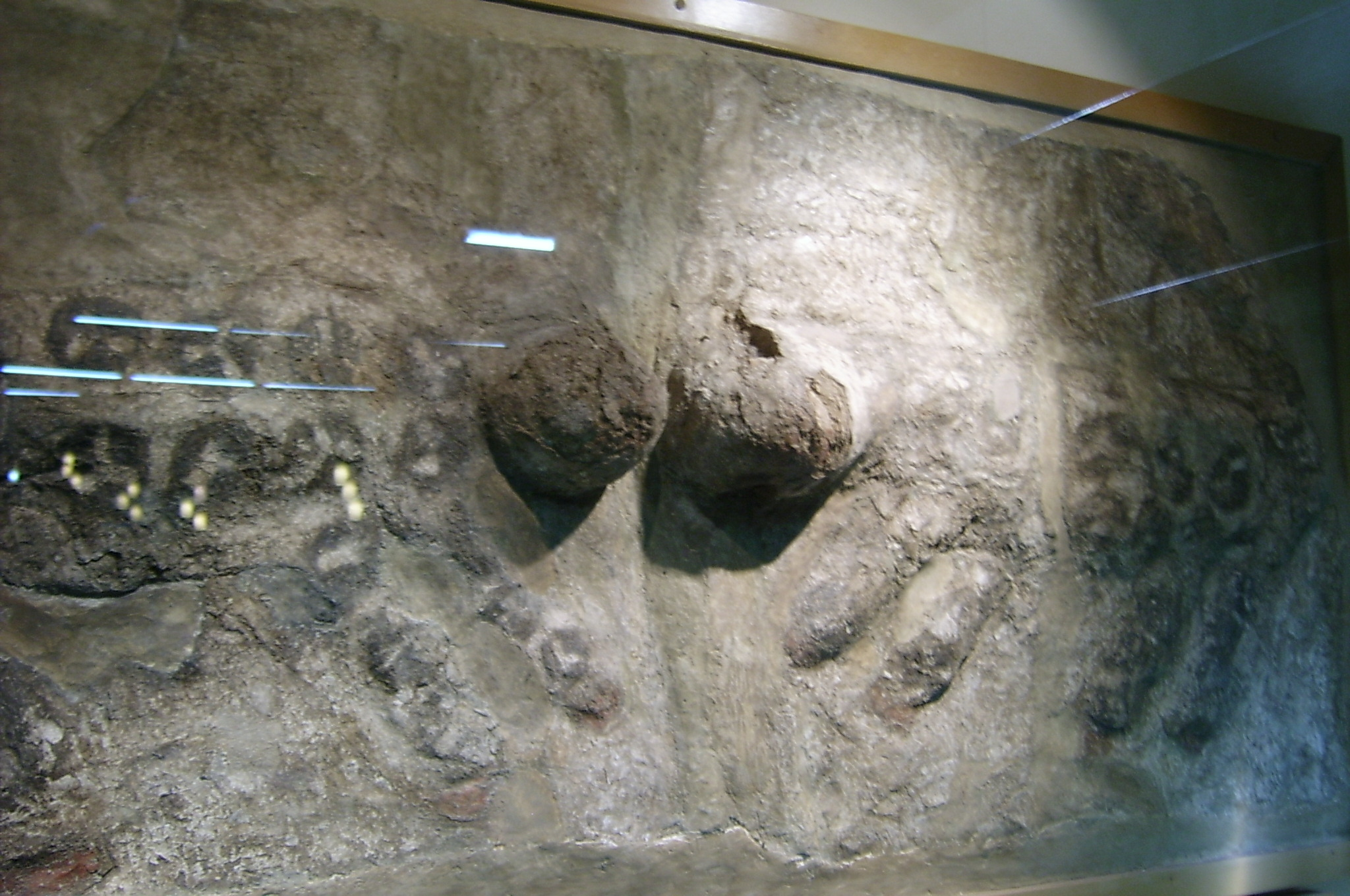
Dois leões, um de frente para o outro
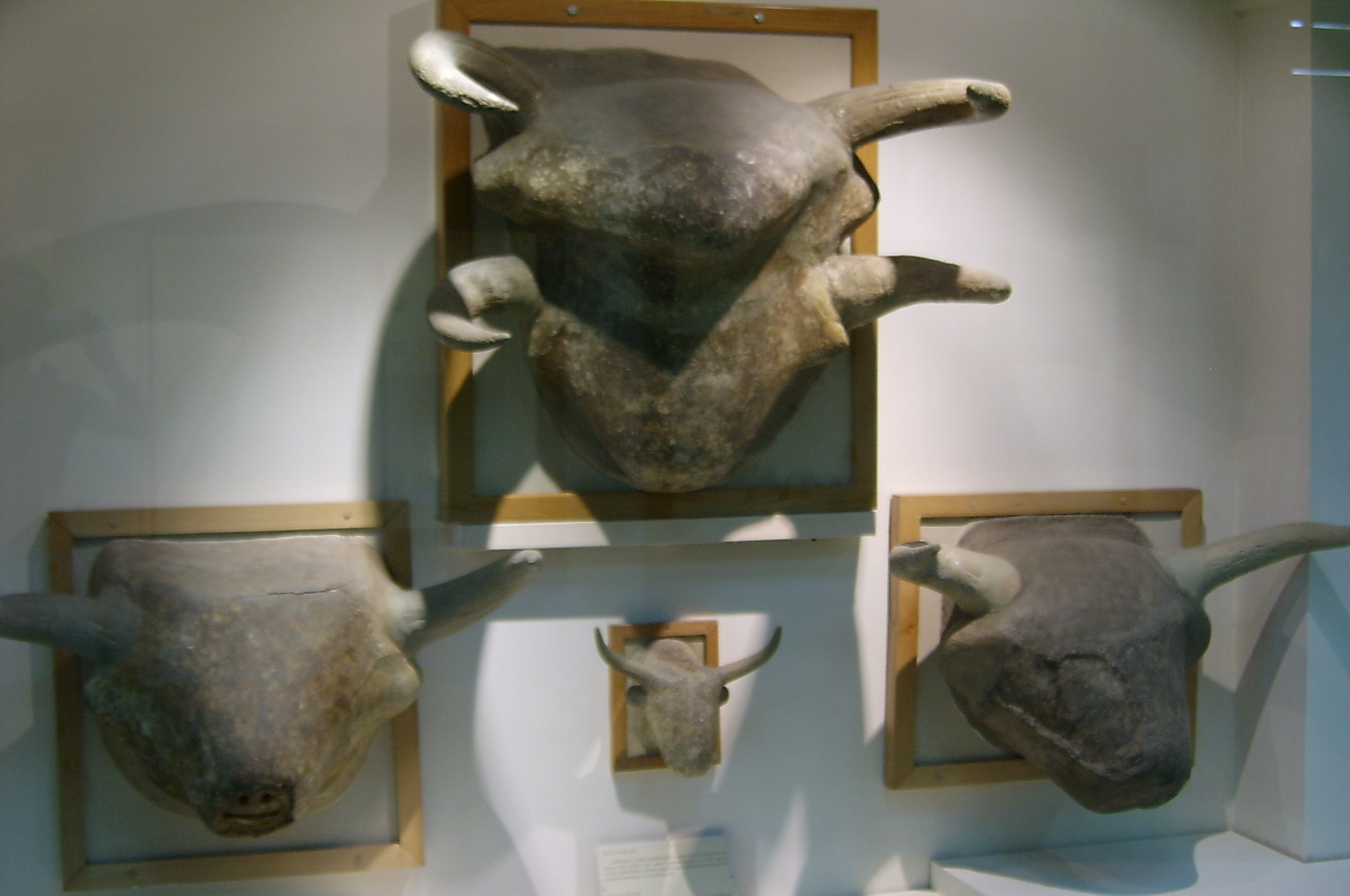
Cabeças de bovinos